# Patrick Dunn
Patrick James Dunn (né le 5 février 1950 à Londres) est un prélat néo-zélandais. Il est évêque du diocèse d'Auckland de 1994 à 2021.

## Biographie

### Formation
Patrick Dunn est le fils d'un éminent obstétricien d'Auckland. Il poursuit ses études à la St Michael's School de Remuera, puis au Sacred Heart College d'Auckland, de 1961 à 1967. Il suit des études universitaires à l'University of Auckland pendant l'année 1968. Ensuite, il étudie de 1969 à 1970 en vue du sacerdoce au Holy Name Seminary de Christchurch (tenu par les jésuites et fermé en 1978), puis au Holy Cross College de Mosgiel (tenu par les lazaristes) de 1971 à 1976. Cette période est secouée par les troubles engendrées par la crise de l'Église. Il est ordonné prêtre à l'église Saint-Michel de Remuera le 24  avril 1976.

### Prêtre
Après son ordination, Patrick Dunn s'occupe de la pastorale des Maoris à Mangere East et demeure à Epsom au marae catholique d'Auckland, Te Unga Waka Marae. Plus tard, il est vicaire et curé dans la banlieue d'Auckland à Takapuna, Pakuranga et Northcote. En 1986 et 1987, il est directeur des vocations pour le diocèse d'Auckland. En 1988, il commence un master's degree en théologie du College of Divinity de Melbourne qui donne lieu à la publication en 1990 de son étude: Priesthood : a re-examination of the Roman Catholic theology of the presbyterate. En 1992, il est nommé assistant pastoral de l'évêque d'Auckland, Denis Browne.

### Évêque
Patrick Dunn est consacré à l'épiscopat le 24 juillet 1994, en tant qu'évêque auxiliaire d'Auckland. Il est nommé par Jean-Paul II évêque d'Auckland le 24 décembre 1994, succédant à Denis Browne, nommé évêque de Hamilton. Patrick Dunn est installé à la cathédrale Saint-Patrick d'Auckland le 29 mars 1995.
En 2015, Patrick Dunn est nommé par le cardinal O’Brien grand-officier de l'Ordre équestre du Saint-Sépulcre de Jérusalem, puis en juillet 2015 grand-prieur de la délégation nouvellement créée de l'ordre équestre du Saint-Sépulcre de Jérusalem en Nouvelle-Zélande.
En 2015, Dunn manifeste son désaccord à propos de la traduction anglaise de la messe, en usage depuis novembre 2011. Il représente la Nouvelle-Zélande à l'International Commission on English in the Liturgy (ICEL, Commission internationale de l'anglais dans la liturgie), qui a publié une traduction du Missel romain en 1998 après dix-sept ans de labeurs. La Congrégation pour le culte divin et la discipline des sacrements a toujours rejeté cette traduction et a formé sa propre commission pour proposer une deuxième traduction, en usage aujourd'hui. Dunn écrit que celle-ci « est trop souvent peu claire et frôle parfois l'inintelligible », qu'il s'agit d'« une traduction juste du latin en anglais, mais que le texte en langue vernaculaire n'est ni clair ni beau. » Il propose donc qu'une nouvelle et troisième traduction soit entreprise et suggère que toutes les conférences épiscopales anglophones devraient s'accorder pour s'atteler à cette tâche de concert. Au début, les évêques néo-zélandais publient des instructions différentes à propos de diverses traductions, plutôt que de proposer une seule traduction et, en 2017, ils accueillent favorablement la mise en place voulue par le pape François d'une commission chargée de revoir les modèles suivis après le rejet de la traduction de 1998. Dunn déclare que l'idée est d'éviter des règles qui « imposeraient la syntaxe latine à la langue anglaise d'aujourd'hui ».
En septembre 2017, Patrick Dunn signe un essai paru dans le NZ Catholic à propose des relations entre l'Église et les personnes LGBT issues du monde catholique. Il déclare que la communication doit venir avant le jugement et avant la directive: « Pour Jésus, c'était le plus souvent l'amitié qui primait et la conversion venait en second. Nous écoutons tous de façon attentive ceux que nous aimons et ceux dont la compagnie nous plaît. » Il conseille donc comme guide dans cet article les travaux du jésuite James Martin, et se fait l'avocat de sa parole inclusive et de sa sensibilité. Il écrit qu'il serait plus respectueux de la part de l'Église d'appeler les personnes selon les termes qu'elles préfèrent, plutôt que de les qualifier de personnes « homosexuelles » ; de plus Dunn considère que l'usage de la part du Vatican de l'expression « objectivement désordonnée » est « inutilement cruelle ».
En 2018, Patrick Dunn est secrétaire de la Conférence des évêques catholiques de Nouvelle-Zélande et représentant de l'épiscopat au comité de direction du séminaire Sainte-Croix (Holy Cross College) et du collège du Bon-Pasteur (Good Shepherd College).
En 2021, sa démission est acceptée par le pape François pour raison d'âge.